# The Supremes Produced and Arranged by Jimmy Webb
The Supremes Produced and Arranged by Jimmy Webb è un album del gruppo musicale statunitense The Supremes e pubblicato dalla Motown Records nel novembre 1972. Si è trattato del primo lavoro delle Supremes ad essere prodotto da Jimmy Webb, autore non della scuderia Motown.

## Tracce

### Lato A
1. I Guess I'll Miss The Man (Stephen Schwartz)
2. 5:30 Plane (Jimmy Webb)
3. Tossin' & Turnin' (Bobby Lewis, Malou Rene)
4. When Can Brown Begin? (Webb)
5. Beyond Myself (Webb)
6. Silent Voices (Elio Isola)

### Lato B
1. All I Want (Joni Mitchell)
2. Once In The Morning (Webb)
3. I Keep It Hid (Webb)
4. Paradise (Harry Nilsson)
5. Cheap Lovin' (Webb)